# Clemensia rosacea
Clemensia rosacea är en fjärilsart som beskrevs av Gottfried Christian Reich 1933. Clemensia rosacea ingår i släktet Clemensia och familjen björnspinnare. Inga underarter finns listade i Catalogue of Life.